# Psychotria calopogon
Psychotria calopogon är en måreväxtart som beskrevs av Louis Otho Otto Williams. Psychotria calopogon ingår i släktet Psychotria och familjen måreväxter. Inga underarter finns listade i Catalogue of Life.